# Se e solo se
In matematica, filosofia, logica e nei campi tecnici che ne dipendono, si usa spesso l'espressione se e solo se, o l'abbreviazione sse, per esprimere l'equivalenza logica di due enunciati, esplicitando che i due enunciati hanno lo stesso valore di verità: se è vero il secondo allora è vero anche il primo, e viceversa.
Nella scrittura, le seguenti espressioni sono equivalenti
- "P se e solo se Q",
- "P sse Q",
- "P è condizione necessaria e sufficiente per Q",
- "P è equivalente a Q".

Nelle formulazioni logiche i simboli logici sono usati al posto di queste frasi; vedi la discussione sulle notazioni.
Il connettivo logico se e solo se compare nella logica proposizionale con la seguente tavola di verità (uguale alla porta XNOR).
| A | B | A sse B |
| - | - | ------- |
| F | F | V       |
| F | V | F       |
| V | F | F       |
| V | V | V       |

In logica matematica l'espressione "{\displaystyle a\leftrightarrow b}" è equivalente all'espressione "{\displaystyle (a\to b)\land (b\to a)}". Questa proprietà viene utilizzata in tutti i campi della matematica quando è necessario dimostrare una proprietà del tipo "a ⇔ b"; in questi casi, quindi, si dimostra in un primo momento che {\displaystyle a\Rightarrow b} e successivamente che {\displaystyle b\Rightarrow a}.
Una definizione informale del connettivo logico sse risulta essere: "ponte tra sinonimi". Esiste infatti un isomorfismo tra una parola e un suo sinonimo.

## Uso

### Notazioni
I simboli logici che corrispondono al se e solo se, sono  "↔", "⇔" e "≡", e a volte "sse" (in inglese "iff", "if and only if"). 
 Queste notazioni sono tutte equivalenti. Tuttavia, alcuni testi di logica matematica (in particolare quelli di logica del primo ordine, o piuttosto quelli di logica proposizionale) fanno una distinzione tra le notazioni, in particolare tra le prime: ↔, è usata come simbolo nelle formulazioni logiche, mentre ⇔ è usata nella discussione inerente a queste formule (per esempio in metalogica).

## Differenza tra "sse" e "se"
Per semplicità, la differenza tra se e sse può essere illustrata con le due seguenti proposizioni:
1. Caio mangerà il dolce se il dolce è alla crema (equivalentemente: se il dolce è alla crema, allora Caio lo mangerà).
2. Caio mangerà il dolce se e solo se (sse) il dolce è alla crema.

La proposizione (1) dice solamente che Caio mangerà il dolce alla crema. Tuttavia non preclude la possibilità che Caio abbia l'occasione di mangiare un dolce diverso. Forse lo farà, forse non lo farà. La frase non ci dice nulla a proposito. Tutto ciò che sappiamo è che Caio mangerà sicuramente un dolce se questo è alla crema.
La frase (2) dice che Caio mangerà solo dolci alla crema e solo quelli. Caio non mangerà altri tipi di dolce.
Un'ulteriore differenza è che "se" è usato nelle definizioni (ad eccezione nella logica formale); vedere oltre.
Nel primo caso si dice che la  proposizione ("Se il dolce è alla crema") implica  ("Caio lo mangerà").
Nel secondo caso, si dice che la coimplica.

## Considerazioni avanzate

### Interpretazione filosofica
Una frase composta da due frasi collegate tramite "sse" è chiamata una bicondizionale. sse collega le due frasi per formare una nuova frase. Non deve essere confuso con l'equivalenza logica che è una descrizione della relazione tra due frasi. La bicondizionale "A sse B" usa la frase A e la frase B, descrivendo una relazione tra lo stato delle cose che A e B descrivono. Al contrario, "A è logicamente equivalente a B" lega le due frasi: descrive una relazione tra quelle due frasi, e non tra gli argomenti di cui parlano.
La distinzione è molto confusa, e ha condotto molti filosofi fuori strada. Certamente se A è logicamente equivalente a B allora "A sse B" è vera. Ma il contrario non funziona. Si consideri la frase:
Caio mangerà il dolce se e solo se è alla crema.
Chiaramente non c'è equivalenza logica tra le due parti di questa bicondizionale.

### Definizioni
In filosofia e in logica, "iff" è usato nelle definizioni. In matematica e altrove, tuttavia, la parola "se" è normalmente usata nelle definizioni, al posto di "sse" (alcuni autori tuttavia indicano esplicitamente che "se" all'interno di una definizione significa "sse")

### Esempi
Sono riportati alcuni esempi di frasi vere che usano "sse" (il primo è un esempio di definizione, quindi normalmente sarebbe scritto usando "se"):
- Una persona è uno scapolo sse quella persona è non sposata ed è un uomo sposabile.
- "La neve è bianca" (in italiano) è vera sse "Snow is white" (in inglese) è vera.
- Per ogni p, q e r: (p & q) & r sse p & (q & r). (Poiché questa frase è scritta usando variabili e "&", la frase dovrebbe essere scritta usando "↔", o uno degli altri simboli usati nella scrittura della bicondizionale, al posto di "sse").